# Baienfurt
Baienfurt (in svevo Boeafurt) è una città tedesca situata nel distretto di Tubinga nel Baden-Württemberg.

## Amministrazione

### Gemellaggi
- Pirna
- Goito, dal 2005
- Brėst